# Карвожгорт
Карвожгорт (Карвожи) — деревня в Шурышкарском районе Ямало-Ненецкого автономного округа России. 

## География
Расположена при впадении протоки Васьремпосл в обскую протоку Мояхтас, напротив острова Халасьпугор (Карвожинский). 
Находится в 205 км к юго-западу от Салехарда и в 74 км к юго-востоку от районного центра — села Мужи.
Площадь 4,8 га.
Ближайшие населенные пункты
Азовы 14 км, Ильягорт 17 км, Казым-Мыс 22 км

## Население
| 1989 | 2002 | 2010 |
| ---- | ---- | ---- |
| 4    | ↗5   | ↘4   |

Население на начало 2015 года — 4 человека. 
Плотность населения в существующих границах селения на 2015 год составляет 84 чел./кв. км.
Основное население — ханты (80 % по переписи 2002 года).

## Название
Название острова возможно перевести как «Селение кладбищенского острова» (халась — «кладбище», пухыр — «остров», курт — «селение»).

## История
С 2005 до 2022 гг. деревня входила в Азовское сельское поселение, упразднённое в 2022 году в связи с преобразованием муниципального района в муниципальный округ.

## Транспорт и экономика
Водный транспорт по реке Обь.
Основная отрасль — рыболовство.

## Инфраструктура
В д. Карвожгорт объектов промышленного, коммунально-складского назначения, объектов сельского хозяйства не выявлено.